# Bob Staak
Robert John "Bob" Staak, (Darien, Connecticut, 22 de diciembre de 1947) es un entrenador de baloncesto estadounidense de la NBA y de la NCAA.

## Trayectoria
- East Hartford H.S. (1971-1972)
- Universidad de Connecticut (1972-1974), (Asist.)
- College of William and Mary (1974-1975), (Asist.)
- Universidad de Pensilvania (1975-1979), (Asist.)
- Universidad de Xavier (1979-1985)
- Universidad de Wake Forest (1985-1989)
- Los Angeles Clippers (1989-1990), (Asist.)
- Miami Heat (1991-1994), (Asist.)
- Washington Bullets (1994-1997), (Asist.)
- Washington Bullets (1997)
- Washington Bullets (1997), (Asist.)
- Golden State Warriors (1997-1999), (Asist.)
- Vancouver Grizzlies (2000-2001), (Asist.)
- Memphis Grizzlies  (2001-2002), (Asist.)